# Badminton Oceania Tour
Die Badminton Oceania Tour ist eine ozeanische Wettkampfserie im Badminton. Sie wurde 2019 ins Leben gerufen.

## Die Sieger
| Saison    | Herreneinzel      | Dameneinzel       | Herrendoppel                 | Damendoppel                      | Mixed                          |
| --------- | ----------------- | ----------------- | ---------------------------- | -------------------------------- | ------------------------------ |
| 2019      | Pit Seng Low      | Wendy Chen        | Simon Leung Mitchell Wheller | Setyana Mapasa Gronya Somerville | Simon Leung Gronya Somerville  |
| 2020 2021 | nicht ausgetragen | nicht ausgetragen | nicht ausgetragen            | nicht ausgetragen                | nicht ausgetragen              |
| 2022      | Nathan Tang       | Wendy Chen        | Kenneth Choo Lim Ming Chuen  | Setyana Mapasa Gronya Somerville | Kenneth Choo Gronya Somerville |